# Oreopithecus bambolii
Oreopithecus bambolii (z řeckého ὄρος - hora a πίθηκος - opice, tj. „horská opice“) je druh vyhynulých hominoidů, žijících ve svrchním miocénu (před 7–9 miliony let) na území dnešní Itálie (Toskánsko a Sardinie). Jedná se o nejmladšího známého zástupce evropských hominoidů a zároveň o obtížně zařaditelného primáta, který byl v minulosti považován mimo jiné i za předka lidí.

## Objevy
Oreopithecus je jedním z nejdéle známých hominoidů. První ostatky byly zachyceny v jižním Toskánsku již koncem 60. let 19. století. Francouzský paleontolog Paul Gervais je v roce 1872 popsal pod názvem Oreopithecus bambolii. Druhový přívlastek přitom zvolil podle místa nálezu na vrchu Monte Bamboli u Florencie.
2. srpna 1958 byla v dole v obci Baccinello u města Grosseto nalezena unikátně dochovaná, téměř kompletní, i když zdeformovaná kostra rodu Oreopithecus, která dostala přezdívku Sandrone. Poskytla početné anatomické detaily tváře, zubů, mozkovny, páteře i končetin, které do té doby nebyly u žádného z miocenních hominoidů známé.
V současnosti je Oreopithecus patrně nejlépe doloženým evropským hominoidem. Ostatky více než 50 jedinců byly zachyceny v hnědouhelných dolech oblasti Maremma v jižním Toskánsku, na lokalitách Acquanera, Baccinello, Casteani, Monte Bamboli, Montemassi, Ribolla a Serrazzano. Na konci 20. století bylo nalezeno několik izolovaných zubů také na lokalitě Fiume Santo v severní Sardinii.

## Popis

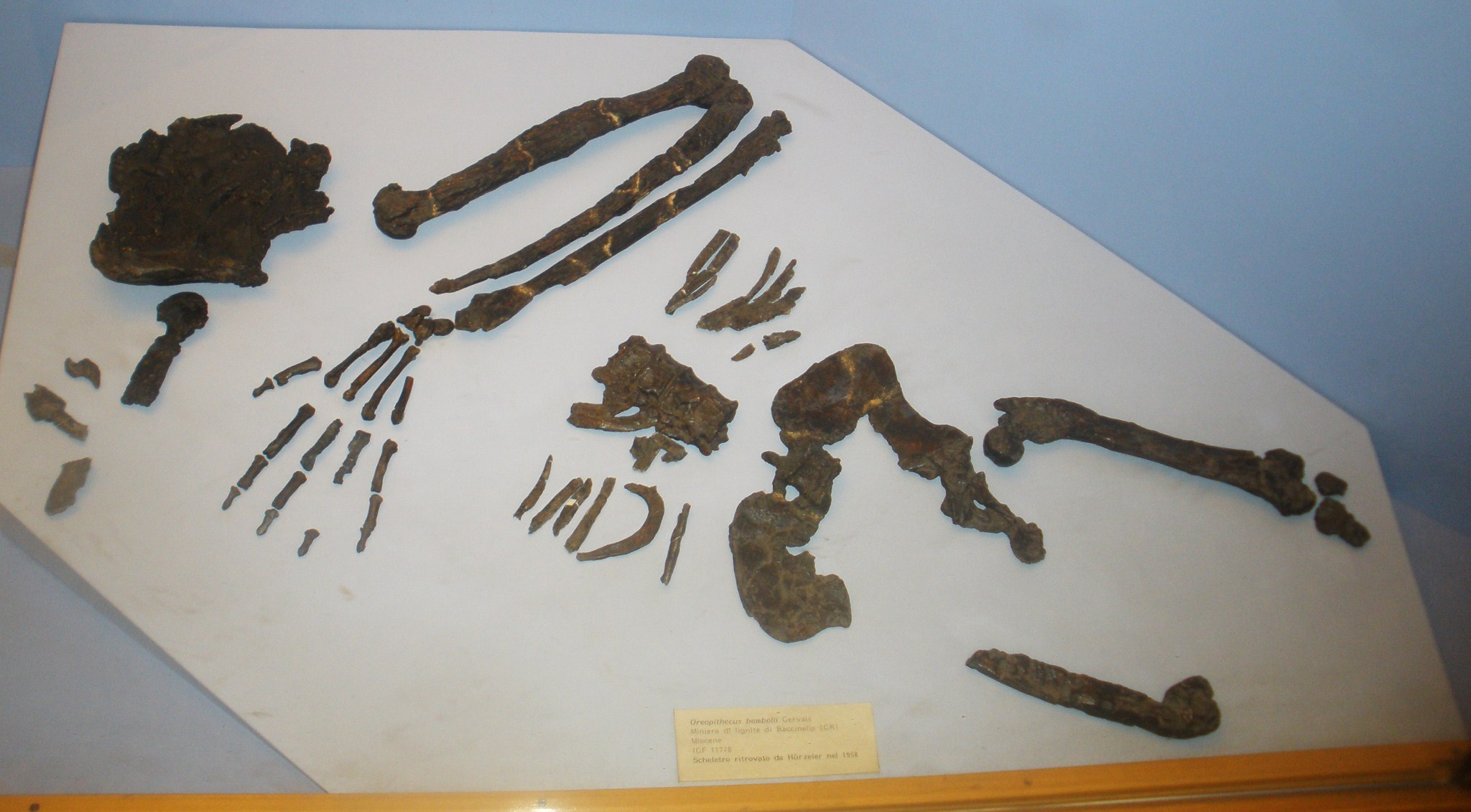
Nález Oreopithecus bambolii z lokality Baccinello

Oreopithecus, dosahující hmotnosti asi 35 kg a výšky 120 cm, je na rozdíl od mnoha jiných miocenních hominoidů známý nejen ze zlomků lebky, ale i z kostí trupu a končetin. Přesto stále zůstává mezi vyhynulými primáty jedním z nejzáhadnějších. Jeho kostra nese podivnou směs znaků, které jej spojují s kočkodany, prvními hominoidy i s nejstaršími homininy.
Celkovou stavbou těla se Oreopithecus blížil moderním hominidům. Výrazně prodloužené paže, dlouhé zakřivené prsty, široký zploštělý hrudník, zkrácená bedra, chybějící ocas i plně pohyblivé klouby končetin odpovídají obratnému pohybu v korunách stromů pomocí šplhání a ručkování v závěsu na pažích. Tím se Oreopithecus nijak výrazně neliší od jiných evropských hominidů pozdního miocénu, například od rodu Dryopithecus.
Zcela odlišný ráz však mají lebka a zuby, které nesou zvláštní směsici primitivních a autapomorfních znaků. Mnohé z nich odkazují na starobylé primáty a jsou velmi neobvyklé u hominidního tvora ze závěru miocénu. Lebka se svým celkovým tvarem podobá lebkám žijících i vyhynulých hominidů, objevují se však na ní četné konzervativní znaky. Pozoruhodná je zejména velikost mozku, která je při srovnání s ostatními hominidy neúměrně malá. Oreopithecus měl také zřetelně vystupující čelisti, výrazné nadočnicové valy a lehce stavěné kosti obličeje. Masivním čelistem, které umožňovaly efektivní žvýkání vláknité potravy, odpovídají i poměrně výrazné úpony pro spánkový sval.

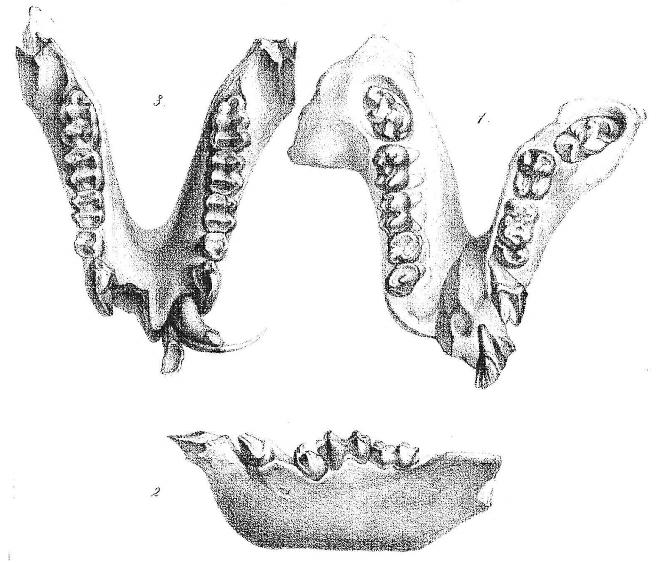
Čelisti a chrup Oreopithecus bambolii

Velmi zajímavý je také chrup, který se blíží rodu Dryopithecus slabou vrstvou skloviny, jinak je ale zcela unikátní. Oreopithecus byl spíše mikrodontním druhem, to znamená, že jeho zuby byly v poměru k celkové velikosti těla relativně malé. Zvětšené špičáky samců přesto ukazují na výrazný pohlavní dimorfismus. Zcela specifické jsou spodní stoličky, které mají zvláštní centrální hrbolek, takže připomínají spíše zuby kočkodanovitých. Jediný další primát s tímto znakem je Apidium, žijící na přelomu eocénu a oligocénu v egyptské oáze Fajjúm. Oreopithecus je tak jediným hominoidem, který nemá stoličky s Y-5 (tzv. dryopitekovým) vzorem. Také další detaily chrupu patří mezi starobylé znaky, které již u mladších úzkonosých a hominoidů vymizely. Takový chrup je zřejmě výsledkem silné specializace na konzumaci listů. Podle nejnovějších analýz byl ale jídelníček rodu Oreopithecus zřejmě mnohem pestřejší a jeho součástí mohl být kromě nejrůznějších rostlin také drobný hmyz.
Od 50. - 60. let 20. století probíhají debaty o možnosti bipední chůze u rodu Oreopithecus. Dochovaný materiál ukazuje, že bipedie mohla být pro Oreopitéka podstatnou součástí pohybu, zároveň si ale uchovával schopnost obratného ručkování ve větvích. Tento názor ovšem zastává jen malá část odborníků, podle většiny badatelů se Oreopithecus způsobem pohybu nevymykal ostatním hominidům. Chůzi po dvou tak využíval podobně jako moderní lidoopi jen zřídka, aby dosáhl na výše položené větve nebo k občasným přesunům na krátké vzdálenosti.

## Životní prostředí
Životním prostředím Oreopitéků byly podle nálezu ostatků v uhelných slojích vlhké, bažinaté lesy. Toskánsko a Sardinie byly před 7–9 miliony let součástí sítě ostrovů na jihu Evropy. Oreopithecus byl tak patrně silně specializovaným endemickým druhem, který se vyvinul v izolované oblasti středomořského ostrova s omezenými zdroji potravy, ale také s minimálním množstvím predátorů. Přizpůsobil se životu v korunách stromů, kde se pohyboval pomocí brachiace. Přemísťoval se spíše pomaleji, aby kvůli minimu potravy šetřil energii, protože neměl důvod rychle unikat nepříteli. V úspoře energie mohl napomáhat i výrazně zmenšený mozek. Potravní zdroje mohl lépe využít díky adaptaci chrupu a snad i díky schopnosti příležitostného pohybu po zadních končetinách.
Po opětovném spojení ostrovů s pevninou při poklesu mořské hladiny před 6–7 miliony let bylo životní prostředí rodu Oreopithecus narušeno přílivem nových druhů živočichů. Zástupci evropské megafauny vytvořili pro Oreopitheca silnou potravní konkurenci a jeho vyhynutí napomohli také nově příchozí dravci (například Machairodus).

## Fylogeneze
Oreopithecus je jedním z nejobtížněji zařaditelných druhů pozdního miocénu, který byl již různými studiemi umístěn snad do všech myslitelných taxonů úzkonosých, od kočkodanovitých po homininy. Přestože je k dispozici hojný a poměrně kompletní kosterní materiál, je určení fylogenetických a taxonomických vazeb nesnadné kvůli zvláštní kombinaci primitivních a odvozených znaků a velkému počtu autapomorfií. Většina znaků na lebce a zubech řadí rod Oreopithecus mezi nejčasnější známé primáty, zatímco postkraniální kostra se podobá nejmodernějším miocenním hominidům.
V současnosti je Oreopithecus nejčastěji chápán jako silně specializovaný hominid, snad příbuzný nebo i potomek rodu Dryopithecus. Přežil patrně jako reliktní druh a poslední zástupce evropských hominidů na izolovaném ostrově ve Středomoří až do doby jeho spojení s pevninou. Mnohé zvláštní znaky tak mohou být jen druhotné, vzniklé v důsledku adaptace na specifické místní podmínky.
Oreopithecus je často dočasně řazen do vlastní čeledi Oreopithecidae v rámci nadčeledi Hominoidea.